# Sultanat der Rum-Seldschuken

Das Sultanat der Rum-Seldschuken um 1190. Der Stern markiert die Hauptstadt Konya (griechisch Ikónion).

Das Sultanat der Rum-Seldschuken oder Sultanat Ikonion (auch Sultanat Rum genannt, arabisch السلاجقة الروم, DMG as-Salāǧiqa ar-Rūm, persisch سلجوقیان روم, DMG Salǧūqiyān-i Rūm, türkisch Anadolu Selçuklu Devleti ‚Anatolisch-Seldschukischer Staat‘) war ein turko-persisches  Reich, welches durch die oghusisch-türkischen Seldschuken auf erobertem byzantinischen Territorium in Anatolien errichtet wurde. Die Rum-Seldschuken machten sich – ebenso wie die Kerman-Seldschuken (1048) und die Seldschuken von Syrien (1078) – im Jahre 1077 vom Reich der Großseldschuken unabhängig und herrschten anschließend über ein bedeutendes Reich mit dem Zentrum Konya. Das Reich der Rum-Seldschuken wurde durch den kontinuierlichen Kontakt mit dem Oströmischen Reich geprägt, wobei Achtung, Wertschätzung, Kooperation und Konfrontation wichtige Rollen in ihren Beziehungen spielten. Nach der Schlacht am Köse Dağ (1243) geriet das Sultanat in Abhängigkeit vom Reich der mongolischen Ilchane und löste sich bis 1307 „sang- und klanglos“ auf.

## Name
Der Name arabisch روم, DMG Rūm mit der Grundbedeutung „Rom“ wurde in der arabischen, persischen und osmanischen Literatur auf die Rhomäer, was ein griechischer Eigenname der (ost)römischen Bevölkerung ist, angewandt. Rūm war somit der geographische Name für das vom Byzantinischen Reich beherrschte Kleinasien und wurde von den Rum-Seldschuken nach der Eroberung dieses Landes übernommen. Die Osmanen leiteten aus derselben Wurzel auch den Namen Rumelien (Rūm-īlī / روم ايلى) ab und bezeichneten damit Gebiete, die sie in Europa von Byzanz erobert hatten. Rūm blieb weiterhin die Bezeichnung für Gebiete in Kleinasien, die unter der Herrschaft der Seldschuken gestanden hatten.

## Geschichte

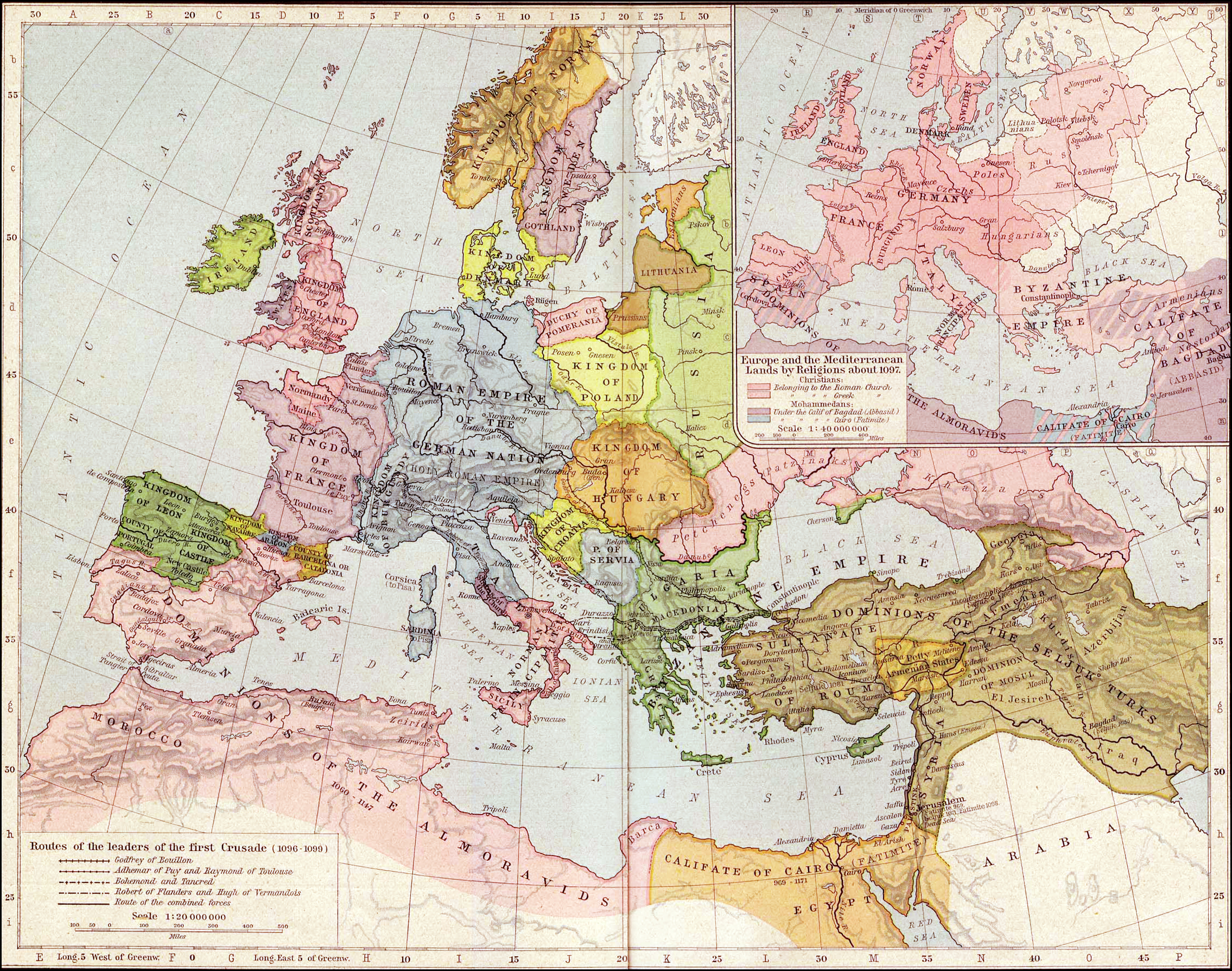
Eroberung der Seldschuken

### Anfänge
Nach der Niederlage gegen die Seldschuken in der Schlacht bei Manzikert 1071 ging das Innere Kleinasiens für das Byzantinische (Oströmische) Reich endgültig verloren. Jahrelanger Bürgerkrieg um den Kaisertitel schwächten die Oströmer und turkomannische Nomaden nützten dieses Machtvakuum aus. Diese größtenteils Oghusisch-türkische Stämme, die im Gefolge der Seldschuken über Persien nach Anatolien eingewandert waren, gründeten in der Folgezeit mehrere Fürstentümer, so unter anderem die Saltukiden, deren Herrschaft bis 1202 Bestand hatte. Suleiman, ein Sohn des abtrünnigen Seldschukenprinzen Qutalmisch, welcher ebenfalls mit seinen Anhängern nach Anatolien gekommen war, wurde 1074 von Sultan Malik Schah I. zum Gouverneur der nordwestlichen Provinzen des Seldschukenreiches ernannt. In dieser Funktion eroberte er 1075 die byzantinischen Städte Nikäa (İznik) und Nikomedia (İzmit). 1077 rebellierte Suleiman gegen Malik Schah und ernannte sich selbst zum „Sultan von Rum“. Im Jahr 1078 machte er Nikäa zu seiner Hauptstadt.
Gleichzeitig unterstützte Suleiman verschiedenste oströmische Kandidaten und Usurpatoren, er mache vom Zwist innerhalb Ostroms gebrauch und baute somit seine Macht aus. Erst ein Jahrzehnt nach der Schlacht von Manzikert kam es im benachbarten Reich wieder zu ruhigen Verhältnissen. Alexius I., der 1081 Kaiser wurde, hatte aber eine zwiespältige Haltung zu den verlorenen Gebieten in Anatolien. Er unternahm keine ernsthaften Versuche, Anatolien zurückzuerobern. Eine seiner ersten Amtshandlungen als Kaiser war es, die noch in Anatolien verbliebenen Magnaten zu ermutigen, ihren Widerstand gegen die plündernden Nomaden fortzusetzen. Dies war jedoch ein rein politischer Zug, um potenzielle Rivalen zu besänftigen und zu beschäftigen.
Da Alexius von vielen als Usurpator betrachtet wurde, sah er die Notwendigkeit, sich auf innenpolitische Angelegenheiten zu konzentrieren. Er musste also Frieden in Anatolien sicherstellen. Die Oströmer führten eine kurze Kampagne entlang der bithynischen Küste gegen umherstreifende türkischen Nomaden, bevor Sultan Suleiman einen Frieden mit ihnen schloss, der weitere türkische Überfälle westlich der Grenze verhindern sollte. Alexius lenkte somit den Druck der Seldschuken effektiv von seinem kaiserlichen Territorium ab und richtete ihn gegen seine anatolischen Rivalen, wie etwa Philaretos Brachamios. Dieser musste letztendlich die Verteidigung Kilikiens aufgeben. Ähnlich verlor ein weiterer Rivale, Theodoros Gabras, all sein Territorium an die Rum-Seldschuken.

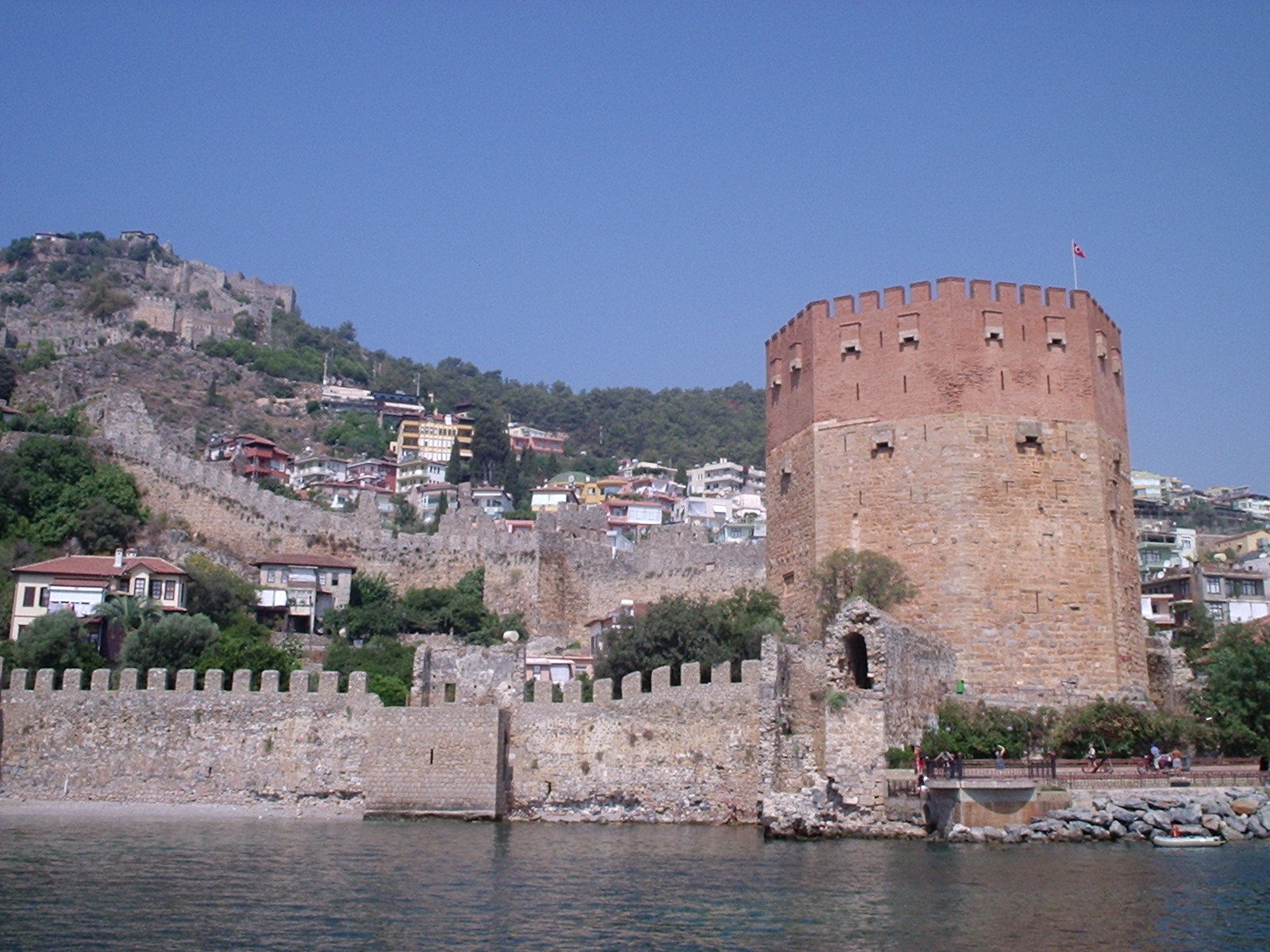
Der Rote Turm in Alanya, 1221–1226

1084 eroberte Sultan Malik Schah I. mit Hilfe von Suleiman Antiochia (Antakya), das zu dieser Zeit noch durch Philaretos gehalten wurde, in einem Überraschungsangriff. Die Bewohner flüchteten sich in die Zitadelle. Als Suleiman 1086 in Antiochia nach einer Niederlage gegen Tutusch I., den seldschukischen Sultan von Aleppo, Selbstmord beging (laut Anna Komnena) oder auf Befehl von Tutusch getötet wurde, geriet die Dynastie in eine ernste Krise: Suleimans Sohn Kılıç Arslan wurde Geisel am großseldschukischen Hof und kam erst nach dem Tode Malik-Schahs I. (1092) wieder frei.
Als Teil einer Vereinbarung mit dem neuen Sultan evakuierte Alexius oströmische Flüchtlinge aus dem Gebiet der Rum-Seldschuken und siedelte sie in Westanatolien um. Er richtete entlang der Staatsgrenze eine Zone des verwüsteten Niemandslandes ein und etablierte militärische Siedlungen an strategisch wichtigen Orten. Diese Entscheidung war angesichts der wirtschaftlichen und demografischen Lage des oströmischen Reiches nachvollziehbar. Bereits im siebten Jahrhundert hatte Kaiser Heraclius Ähnliches getan, als er Syrien evakuierte. Es war jedoch auch eine endgültige Bestätigung, dass Ostrom das anatolische Plateau verloren hatte.
Kılıç Arslan I. konnte große Teile des verlorenen Territoriums wieder einnehmen. Infolge einer Niederlage gegen die Kreuzfahrer des Ersten Kreuzzugs bei Nikäa und Doryläum (Dorylaion) im Jahre 1097 drängten ihn die Byzantiner jedoch nach Anatolien zurück. In der Folgezeit konnte er seine Macht wieder festigen. 1101 siegte er über die Kreuzzugteilnehmer, eroberte Ikonion (Konya) und machte es zum Zentrum seines Reiches. 1107 eroberte er Mossul, fiel aber im selben Jahr im Kampf gegen Muhammad I. Tapar, den Sohn Malik-Schahs I. Das Sultanat befand sich in einem dauernden Konflikt mit dem Byzantinischen Reich, war aber auch ein Pufferstaat zwischen Byzanz und der muslimischen Welt. Zu wesentlichen Verschiebungen der Grenze mit Byzanz kam es nicht.

### Aufstieg und Konsolidierung der Rum-Seldschuken: Territorialexpansion und kulturelle Blüte
In der ersten Hälfte des 12. Jahrhunderts ist nur wenig über den Staat der Rum-Seldschuken bekannt. Zu dieser Zeit war er möglicherweise nicht einmal der bedeutendste türkische Staat in Anatolien. Große Teile im Norden und Osten Zentralanatoliens wurden nämlich von der Dynastie der Danischmenden von ihrem Zentrum in Niksar aus beherrscht. Gleichzeitig kontrollierten eine Vielzahl türkischer Fürstentümer, wie die Mengücekiden, Artuqiden und Saltuqiden, den größten Teil Ostanatoliens. Die Küstengebiete Anatoliens am Schwarzen Meer und am Mittelmeer, die Ende des 11. Jahrhunderts zeitweise in türkische Hände gefallen waren, wurden von Ostrom zurückerobert. Unter Masʿud (1116–1156) begannen die Seldschuken, sich vor allem auf Kosten der Danischmenden auszubreiten. Diese Expansion wurde unter Kılıç Arslan II. (1155–1192) fortgesetzt, dessen Sieg über einen oströmischen Versuch, das Herzstück des Seldschukenreichs anzugreifen, in der Schlacht von Myriokephalon im Jahr 1176 endgültig die verbliebenen oströmischen Träume von einer Rückeroberung der ein Jahrhundert zuvor verlorenen anatolischen Gebiete zunichtemachte. Neben seinen Eroberungen scheint Kılıç Arslan II. der erste seldschukische Sultan Anatoliens gewesen zu sein, der eine Hofkultur etablieren wollte, die den Werten und Praktiken anderer Staaten im Nahen Osten entsprach. Er war der erste seldschukische Herrscher Anatoliens, der Silberdirhams und Golddinare prägte, Symbole nicht nur wirtschaftlicher Macht, sondern auch von Souveränitätsansprüchen in der islamischen Tradition. An seinem Hof entstanden die ersten Werke in persischer Sprache, der Literatursprache der östlichen islamischen Welt. Unter seiner Herrschaft finden sich auch die ersten konkreten Belege für den Bau von Moscheen und Palästen in seldschukischem Anatolien.
Trotz eines Nachfolgestreits unter den Söhnen von Kılıç Arslan II. wurden diese Errungenschaften nicht verloren. Die dominierende Stellung der Rum-Seldschuken in Anatolien wurde durch die energischen – wenn auch nicht immer erfolgreichen – Feldzüge von Rukn al-Din Sulaymanshah (reg. 1197–1204) bekräftigt. Ende des 12. Jahrhunderts expandierte das seldschukische Anatolien nicht nur territorial, sondern wurde auch stärker in die weitere islamische Welt integriert. Das Ansehen der Dynastie wurde zusätzlich durch den Zusammenbruch der Überreste des Großseldschukenreichs im Jahr 1194 gesteigert. Ermutigt durch Exilanten und Emigranten aus dem seldschukischen Iran und Irak begann die anatolische Seldschukendynastie, ihren Anspruch zu erheben, die legitimen Nachfolger des Großseldschukenreichs zu sein. Ab Beginn des 13. Jahrhunderts spiegeln sich die aspirierenden Ansprüche der Sultane in ihren Namen wider, in Anlehnung an die sassanidischen Kaiser Irans erinnerten, wie Kaykhusraw, Kaykaʾus und Kayqubad. Politisch wurde die Vorherrschaft der Seldschuken in Zentral- und Westanatolien durch den Zusammenbruch von Byzanz nach der Eroberung Konstantinopels durch den Vierten Kreuzzug im Jahr 1204 unterstützt. Obwohl die byzantinischen Nachfolgestaaten in Anatolien, die Reiche von Nikaia und Trapezunt, anfangs mit den Seldschuken aneinandergerieten – so starb Sultan Ghiyath al-Din Kaykhusraw I. (1194–1197, 1204–1211) in einem Gefecht an der Westgrenze gegen das Reich von Nikaia –, entschieden sie sich meist für Koexistenz statt Konflikt. Die Seldschuken konnten nach Süden und Norden expandieren und eroberten 1207 ihren ersten Hafen am Mittelmeer, Antalya, sowie 1215 Sinop am Schwarzen Meer.

#### Blütezeit unter Kai Kobad I.
Die Herrschaft von Sultan Alaʾ al-Din Kayqubad I. (1219–1237) wird sowohl in mittelalterlichen Quellen als auch von modernen Historikern als die Blütezeit des Seldschukischen Sultanats betrachtet. Der wichtigste persische Chronist Anatoliens, Ibn Bibi, der gegen Ende des 13. Jahrhunderts schrieb, stellte Alaʾ al-Dins Herrschaft als vorbildlich dar und widmete ihr außergewöhnliche Aufmerksamkeit. Dadurch ergeben sich auch die weitreichendere Informationen über seine Regentschaft. Seine Herrschaft begann mit einer Reihe ehrgeiziger Feldzüge. So eroberte er die von Kilikien gehaltene Mittelmeerstadt Kalonoros, die ihm zu Ehren in ʿAlaʾiyya (das heutige Alanya) umbenannt wurde. Weitere Feldzüge gegen Kilikien folgten, wodurch diese südliche Bedrohung unschädlich gemacht wurde. Fast gleichzeitig, um das Jahr 1222, führte eine Expedition über das Schwarze Meer zur Eroberung des krimischen Hafens Sudak – dem einzigen Gebiet außerhalb Anatoliens, das dem Sultanat unterstand. 1228 wurde das Fürstentum der Mengücekiden annektiert, und im Inneren ging ʿAlaʾ al-Din mit äußerster Härte gegen oppositionelle Emire vor, die die größere Unabhängigkeit unter der Herrschaft eines schwachen Sultans bevorzugt hatten.
Unterdessen nahm die Entwicklung einer persisch-islamischen Hofkultur, die unter Kılıç Arslan II. erste vorsichtige Anfänge zeigte, deutlich an Fahrt auf. Eine wachsende Zahl von Gelehrten und Intellektuellen aus der gesamten islamischen Welt ließ sich – teilweise vorübergehend, teilweise dauerhaft – in Anatolien nieder. Ein Motiv war zweifellos die Aussicht auf Patronage durch den zunehmend wohlhabenden Hof; ein weiteres Motiv waren die Unruhen, die durch das Vordringen der Mongolen in Zentralasien und in den Nahen Osten verursacht wurden. In diesem Zusammenhang floh beispielsweise die Familie des berühmten persischen Dichters der Zeit, Jalal al-Din Rumi, aus ihrer Heimat in Balch (im heutigen Afghanistan) und fand ihren Weg nach Ikonion.

### Untergang und Auflösung
Das Sultanat geriet durch die Niederlagen in der Schlacht am Köse Dağ (1243) und der Schlacht bei Aksaray (Oktober 1256) gegen den mongolischen Befehlshaber Baiju unter die Herrschaft der Mongolen und löste sich während der Herrschaft des Ilchans Öldscheitü (ab 1304) auf.
Die aufstrebenden Osmanen aus dem nordwestanatolischen Fürstentum des Osman Bey traten zu Beginn des 14. Jahrhunderts das Erbe der Seldschuken in Anatolien an und eroberten 1386 Konya, das Hauptstadt des Karaman-Beyliks geworden war. 1402 nach der Schlacht bei Ankara verloren die Osmanen Konya zwar wieder, das Beylik der Karamanoğulları wurde durch Timur nochmals wiederhergestellt, doch 1466 fiel Konya dann endgültig an das Osmanische Reich.

## Organisation
In dem feudalen Iqta-System wurden die einheimischen Bauern zu Untertanen der seldschukischen Emire, die das Land weiter an ihre Gefolgsleute und Soldaten vergaben. Der Inhaber eines Iqta erhielt die Abgaben seines Lehens, konnte es aber nicht vererben. Im 14. Jh. wurde das Iqta-System durch Landvergaben an Soldaten ersetzt, die steuerfrei waren.
Auch die städtische Oberschicht bestand nun aus Seldschuken.
Im Heer dienten die nicht steuerpflichtigen Turkomanen sowie Araber, später auch gefangene Christen sowie georgische und fränkische Söldner. Die Nomaden wurden an den Grenzen zum Kampf gegen die „Ungläubigen“ eingesetzt, es gab jedoch auch ständige Versuche, sie zur Ansiedlung zu zwingen und in die unfruchtbaren Gebirgsgegenden zurückzudrängen, eine Politik, die sich in osmanischer und türkischer Zeit fortsetzte bzw. weitgehend zum Abschluss kam.

## Stammbaum der Rum-Seldschuken
|                                                           |                                                           |                                                           |                                                           |                                                           |                                                           |                               |                               | 1. Suleiman ibn Kutalmiş (1081–1086)                                       |                                                                            |                                                                            |                                                                            |                                                                            |                                                                            |                          |                          |                                  |                                  |                                  |                                  |                                  |                                  |  |  |                                              |                                              |                                              |                                              |                                              |                                              |  |  |                               |                               |                               |                               |                               |                               |  |  |  |  |  |  |  |  |  |  |  |  |  |  |  |  |  |  |
|                                                           |                                                           |                                                           |                                                           |                                                           |                                                           |                               |                               |                                                                            |                                                                            |                                                                            |                                                                            |                                                                            |                                                                            |                          |                          |                                  |                                  |                                  |                                  |                                  |                                  |  |  |                                              |                                              |                                              |                                              |                                              |                                              |  |  |                               |                               |                               |                               |                               |                               |  |  |  |  |  |  |  |  |  |  |  |  |  |  |  |  |  |  |
|                                                           |                                                           |                                                           |                                                           |                                                           |                                                           |                               |                               | 2. Kılıç Arslan I. (1092–1107)                                             |                                                                            |                                                                            |                                                                            |                                                                            |                                                                            |                          |                          |                                  |                                  |                                  |                                  |                                  |                                  |  |  |                                              |                                              |                                              |                                              |                                              |                                              |  |  |                               |                               |                               |                               |                               |                               |  |  |  |  |  |  |  |  |  |  |  |  |  |  |  |  |  |  |
|                                                           |                                                           |                                                           |                                                           |                                                           |                                                           |                               |                               |                                                                            |                                                                            |                                                                            |                                                                            |                                                                            |                                                                            |                          |                          |                                  |                                  |                                  |                                  |                                  |                                  |  |  |                                              |                                              |                                              |                                              |                                              |                                              |  |  |                               |                               |                               |                               |                               |                               |  |  |  |  |  |  |  |  |  |  |  |  |  |  |  |  |  |  |
|                                                           |                                                           |                                                           |                                                           |                                                           |                                                           |                               |                               |                                                                            |                                                                            |                                                                            |                                                                            |                                                                            |                                                                            |                          |                          |                                  |                                  |                                  |                                  |                                  |                                  |  |  |                                              |                                              |                                              |                                              |                                              |                                              |  |  |                               |                               |                               |                               |                               |                               |  |  |  |  |  |  |  |  |  |  |  |  |  |  |  |  |  |  |
|                                                           |                                                           |                                                           |                                                           | 3. Malik Schah I. (1110–1116)                             | 3. Malik Schah I. (1110–1116)                             | 3. Malik Schah I. (1110–1116) | 3. Malik Schah I. (1110–1116) | 3. Malik Schah I. (1110–1116)                                              | 3. Malik Schah I. (1110–1116)                                              |                                                                            |                                                                            | 4. Mas'ud I. (1116–1156)                                                   | 4. Mas'ud I. (1116–1156)                                                   | 4. Mas'ud I. (1116–1156) | 4. Mas'ud I. (1116–1156) | 4. Mas'ud I. (1116–1156)         | 4. Mas'ud I. (1116–1156)         |                                  |                                  |                                  |                                  |  |  |                                              |                                              |                                              |                                              |                                              |                                              |  |  |                               |                               |                               |                               |                               |                               |  |  |  |  |  |  |  |  |  |  |  |  |  |  |  |  |  |  |
|                                                           |                                                           |                                                           |                                                           | 3. Malik Schah I. (1110–1116)                             | 3. Malik Schah I. (1110–1116)                             | 3. Malik Schah I. (1110–1116) | 3. Malik Schah I. (1110–1116) | 3. Malik Schah I. (1110–1116)                                              | 3. Malik Schah I. (1110–1116)                                              |                                                                            |                                                                            | 4. Mas'ud I. (1116–1156)                                                   | 4. Mas'ud I. (1116–1156)                                                   | 4. Mas'ud I. (1116–1156) | 4. Mas'ud I. (1116–1156) | 4. Mas'ud I. (1116–1156)         | 4. Mas'ud I. (1116–1156)         |                                  |                                  |                                  |                                  |  |  |                                              |                                              |                                              |                                              |                                              |                                              |  |  |                               |                               |                               |                               |                               |                               |  |  |  |  |  |  |  |  |  |  |  |  |  |  |  |  |  |  |
|                                                           |                                                           |                                                           |                                                           |                                                           |                                                           |                               |                               |                                                                            |                                                                            |                                                                            |                                                                            | 5. Kılıç Arslan II. (1156–1192)                                            |                                                                            |                          |                          |                                  |                                  |                                  |                                  |                                  |                                  |  |  |                                              |                                              |                                              |                                              |                                              |                                              |  |  |                               |                               |                               |                               |                               |                               |  |  |  |  |  |  |  |  |  |  |  |  |  |  |  |  |  |  |
|                                                           |                                                           |                                                           |                                                           |                                                           |                                                           |                               |                               |                                                                            |                                                                            |                                                                            |                                                                            |                                                                            |                                                                            |                          |                          |                                  |                                  |                                  |                                  |                                  |                                  |  |  |                                              |                                              |                                              |                                              |                                              |                                              |  |  |                               |                               |                               |                               |                               |                               |  |  |  |  |  |  |  |  |  |  |  |  |  |  |  |  |  |  |
|                                                           |                                                           |                                                           |                                                           |                                                           |                                                           |                               |                               |                                                                            |                                                                            |                                                                            |                                                                            |                                                                            |                                                                            |                          |                          |                                  |                                  |                                  |                                  |                                  |                                  |  |  |                                              |                                              |                                              |                                              |                                              |                                              |  |  |                               |                               |                               |                               |                               |                               |  |  |  |  |  |  |  |  |  |  |  |  |  |  |  |  |  |  |
| 7. Suleiman II. (1196–1204)                               | 7. Suleiman II. (1196–1204)                               | 7. Suleiman II. (1196–1204)                               | 7. Suleiman II. (1196–1204)                               | 7. Suleiman II. (1196–1204)                               | 7. Suleiman II. (1196–1204)                               |                               |                               |                                                                            |                                                                            |                                                                            |                                                                            |                                                                            |                                                                            |                          |                          |                                  |                                  |                                  |                                  |                                  |                                  |  |  | Kai Chosrau I. 6. (1192–1197) 9. (1205–1211) | Kai Chosrau I. 6. (1192–1197) 9. (1205–1211) | Kai Chosrau I. 6. (1192–1197) 9. (1205–1211) | Kai Chosrau I. 6. (1192–1197) 9. (1205–1211) | Kai Chosrau I. 6. (1192–1197) 9. (1205–1211) | Kai Chosrau I. 6. (1192–1197) 9. (1205–1211) |  |  |                               |                               |                               |                               |                               |                               |  |  |  |  |  |  |  |  |  |  |  |  |  |  |  |  |  |  |
| 7. Suleiman II. (1196–1204)                               | 7. Suleiman II. (1196–1204)                               | 7. Suleiman II. (1196–1204)                               | 7. Suleiman II. (1196–1204)                               | 7. Suleiman II. (1196–1204)                               | 7. Suleiman II. (1196–1204)                               |                               |                               |                                                                            |                                                                            |                                                                            |                                                                            |                                                                            |                                                                            |                          |                          |                                  |                                  |                                  |                                  |                                  |                                  |  |  | Kai Chosrau I. 6. (1192–1197) 9. (1205–1211) | Kai Chosrau I. 6. (1192–1197) 9. (1205–1211) | Kai Chosrau I. 6. (1192–1197) 9. (1205–1211) | Kai Chosrau I. 6. (1192–1197) 9. (1205–1211) | Kai Chosrau I. 6. (1192–1197) 9. (1205–1211) | Kai Chosrau I. 6. (1192–1197) 9. (1205–1211) |  |  |                               |                               |                               |                               |                               |                               |  |  |  |  |  |  |  |  |  |  |  |  |  |  |  |  |  |  |
|                                                           |                                                           |                                                           |                                                           |                                                           |                                                           |                               |                               |                                                                            |                                                                            |                                                                            |                                                                            |                                                                            |                                                                            |                          |                          |                                  |                                  |                                  |                                  |                                  |                                  |  |  |                                              |                                              |                                              |                                              |                                              |                                              |  |  |                               |                               |                               |                               |                               |                               |  |  |  |  |  |  |  |  |  |  |  |  |  |  |  |  |  |  |
| 8. Kılıç Arslan III. (1204–1205)                          | 8. Kılıç Arslan III. (1204–1205)                          | 8. Kılıç Arslan III. (1204–1205)                          | 8. Kılıç Arslan III. (1204–1205)                          | 8. Kılıç Arslan III. (1204–1205)                          | 8. Kılıç Arslan III. (1204–1205)                          |                               |                               |                                                                            |                                                                            |                                                                            |                                                                            |                                                                            |                                                                            |                          |                          | 10. Kai Kaus I. (1211–1220)      | 10. Kai Kaus I. (1211–1220)      | 10. Kai Kaus I. (1211–1220)      | 10. Kai Kaus I. (1211–1220)      | 10. Kai Kaus I. (1211–1220)      | 10. Kai Kaus I. (1211–1220)      |  |  | 11. Kai Kobad I. (1220–1237)                 | 11. Kai Kobad I. (1220–1237)                 | 11. Kai Kobad I. (1220–1237)                 | 11. Kai Kobad I. (1220–1237)                 | 11. Kai Kobad I. (1220–1237)                 | 11. Kai Kobad I. (1220–1237)                 |  |  |                               |                               |                               |                               |                               |                               |  |  |  |  |  |  |  |  |  |  |  |  |  |  |  |  |  |  |
| 8. Kılıç Arslan III. (1204–1205)                          | 8. Kılıç Arslan III. (1204–1205)                          | 8. Kılıç Arslan III. (1204–1205)                          | 8. Kılıç Arslan III. (1204–1205)                          | 8. Kılıç Arslan III. (1204–1205)                          | 8. Kılıç Arslan III. (1204–1205)                          |                               |                               |                                                                            |                                                                            |                                                                            |                                                                            |                                                                            |                                                                            |                          |                          | 10. Kai Kaus I. (1211–1220)      | 10. Kai Kaus I. (1211–1220)      | 10. Kai Kaus I. (1211–1220)      | 10. Kai Kaus I. (1211–1220)      | 10. Kai Kaus I. (1211–1220)      | 10. Kai Kaus I. (1211–1220)      |  |  | 11. Kai Kobad I. (1220–1237)                 | 11. Kai Kobad I. (1220–1237)                 | 11. Kai Kobad I. (1220–1237)                 | 11. Kai Kobad I. (1220–1237)                 | 11. Kai Kobad I. (1220–1237)                 | 11. Kai Kobad I. (1220–1237)                 |  |  |                               |                               |                               |                               |                               |                               |  |  |  |  |  |  |  |  |  |  |  |  |  |  |  |  |  |  |
|                                                           |                                                           |                                                           |                                                           |                                                           |                                                           |                               |                               |                                                                            |                                                                            |                                                                            |                                                                            |                                                                            |                                                                            |                          |                          |                                  |                                  |                                  |                                  |                                  |                                  |  |  | 12. Kai Chosrau II. (1237–1246)              |                                              |                                              |                                              |                                              |                                              |  |  |                               |                               |                               |                               |                               |                               |  |  |  |  |  |  |  |  |  |  |  |  |  |  |  |  |  |  |
|                                                           |                                                           |                                                           |                                                           |                                                           |                                                           |                               |                               |                                                                            |                                                                            |                                                                            |                                                                            |                                                                            |                                                                            |                          |                          |                                  |                                  |                                  |                                  |                                  |                                  |  |  |                                              |                                              |                                              |                                              |                                              |                                              |  |  |                               |                               |                               |                               |                               |                               |  |  |  |  |  |  |  |  |  |  |  |  |  |  |  |  |  |  |
|                                                           |                                                           |                                                           |                                                           |                                                           |                                                           |                               |                               |                                                                            |                                                                            |                                                                            |                                                                            |                                                                            |                                                                            |                          |                          |                                  |                                  |                                  |                                  |                                  |                                  |  |  |                                              |                                              |                                              |                                              |                                              |                                              |  |  |                               |                               |                               |                               |                               |                               |  |  |  |  |  |  |  |  |  |  |  |  |  |  |  |  |  |  |
|                                                           |                                                           |                                                           |                                                           | 13. Kai Kaus II. (1246–1257)                              | 13. Kai Kaus II. (1246–1257)                              | 13. Kai Kaus II. (1246–1257)  | 13. Kai Kaus II. (1246–1257)  | 13. Kai Kaus II. (1246–1257)                                               | 13. Kai Kaus II. (1246–1257)                                               |                                                                            |                                                                            |                                                                            |                                                                            |                          |                          | 14. Kılıç Arslan IV. (1248–1265) | 14. Kılıç Arslan IV. (1248–1265) | 14. Kılıç Arslan IV. (1248–1265) | 14. Kılıç Arslan IV. (1248–1265) | 14. Kılıç Arslan IV. (1248–1265) | 14. Kılıç Arslan IV. (1248–1265) |  |  |                                              |                                              |                                              |                                              |                                              |                                              |  |  | 15. Kai Kobad II. (1249–1257) | 15. Kai Kobad II. (1249–1257) | 15. Kai Kobad II. (1249–1257) | 15. Kai Kobad II. (1249–1257) | 15. Kai Kobad II. (1249–1257) | 15. Kai Kobad II. (1249–1257) |  |  |  |  |  |  |  |  |  |  |  |  |  |  |  |  |  |  |
|                                                           |                                                           |                                                           |                                                           | 13. Kai Kaus II. (1246–1257)                              | 13. Kai Kaus II. (1246–1257)                              | 13. Kai Kaus II. (1246–1257)  | 13. Kai Kaus II. (1246–1257)  | 13. Kai Kaus II. (1246–1257)                                               | 13. Kai Kaus II. (1246–1257)                                               |                                                                            |                                                                            |                                                                            |                                                                            |                          |                          | 14. Kılıç Arslan IV. (1248–1265) | 14. Kılıç Arslan IV. (1248–1265) | 14. Kılıç Arslan IV. (1248–1265) | 14. Kılıç Arslan IV. (1248–1265) | 14. Kılıç Arslan IV. (1248–1265) | 14. Kılıç Arslan IV. (1248–1265) |  |  |                                              |                                              |                                              |                                              |                                              |                                              |  |  | 15. Kai Kobad II. (1249–1257) | 15. Kai Kobad II. (1249–1257) | 15. Kai Kobad II. (1249–1257) | 15. Kai Kobad II. (1249–1257) | 15. Kai Kobad II. (1249–1257) | 15. Kai Kobad II. (1249–1257) |  |  |  |  |  |  |  |  |  |  |  |  |  |  |  |  |  |  |
|                                                           |                                                           |                                                           |                                                           |                                                           |                                                           |                               |                               |                                                                            |                                                                            |                                                                            |                                                                            |                                                                            |                                                                            |                          |                          |                                  |                                  |                                  |                                  |                                  |                                  |  |  |                                              |                                              |                                              |                                              |                                              |                                              |  |  |                               |                               |                               |                               |                               |                               |  |  |  |  |  |  |  |  |  |  |  |  |  |  |  |  |  |  |
| Feramürz                                                  | Feramürz                                                  | Feramürz                                                  | Feramürz                                                  | Feramürz                                                  | Feramürz                                                  |                               |                               | Mas'ud II. 17. (1282–1284) 19. (1284–1293) 21. (1294–1301) 23. (1303–1307) | Mas'ud II. 17. (1282–1284) 19. (1284–1293) 21. (1294–1301) 23. (1303–1307) | Mas'ud II. 17. (1282–1284) 19. (1284–1293) 21. (1294–1301) 23. (1303–1307) | Mas'ud II. 17. (1282–1284) 19. (1284–1293) 21. (1294–1301) 23. (1303–1307) | Mas'ud II. 17. (1282–1284) 19. (1284–1293) 21. (1294–1301) 23. (1303–1307) | Mas'ud II. 17. (1282–1284) 19. (1284–1293) 21. (1294–1301) 23. (1303–1307) |                          |                          | 16. Kai Chosrau III. (1265–1282) | 16. Kai Chosrau III. (1265–1282) | 16. Kai Chosrau III. (1265–1282) | 16. Kai Chosrau III. (1265–1282) | 16. Kai Chosrau III. (1265–1282) | 16. Kai Chosrau III. (1265–1282) |  |  |                                              |                                              |                                              |                                              |                                              |                                              |  |  |                               |                               |                               |                               |                               |                               |  |  |  |  |  |  |  |  |  |  |  |  |  |  |  |  |  |  |
| Feramürz                                                  | Feramürz                                                  | Feramürz                                                  | Feramürz                                                  | Feramürz                                                  | Feramürz                                                  |                               |                               | Mas'ud II. 17. (1282–1284) 19. (1284–1293) 21. (1294–1301) 23. (1303–1307) | Mas'ud II. 17. (1282–1284) 19. (1284–1293) 21. (1294–1301) 23. (1303–1307) | Mas'ud II. 17. (1282–1284) 19. (1284–1293) 21. (1294–1301) 23. (1303–1307) | Mas'ud II. 17. (1282–1284) 19. (1284–1293) 21. (1294–1301) 23. (1303–1307) | Mas'ud II. 17. (1282–1284) 19. (1284–1293) 21. (1294–1301) 23. (1303–1307) | Mas'ud II. 17. (1282–1284) 19. (1284–1293) 21. (1294–1301) 23. (1303–1307) |                          |                          | 16. Kai Chosrau III. (1265–1282) | 16. Kai Chosrau III. (1265–1282) | 16. Kai Chosrau III. (1265–1282) | 16. Kai Chosrau III. (1265–1282) | 16. Kai Chosrau III. (1265–1282) | 16. Kai Chosrau III. (1265–1282) |  |  |                                              |                                              |                                              |                                              |                                              |                                              |  |  |                               |                               |                               |                               |                               |                               |  |  |  |  |  |  |  |  |  |  |  |  |  |  |  |  |  |  |
| Kai Kobad III. 18. (1284) 20. (1293–1294) 22. (1301–1303) | Kai Kobad III. 18. (1284) 20. (1293–1294) 22. (1301–1303) | Kai Kobad III. 18. (1284) 20. (1293–1294) 22. (1301–1303) | Kai Kobad III. 18. (1284) 20. (1293–1294) 22. (1301–1303) | Kai Kobad III. 18. (1284) 20. (1293–1294) 22. (1301–1303) | Kai Kobad III. 18. (1284) 20. (1293–1294) 22. (1301–1303) |                               |                               | Mas'ud III. 24. (1307)                                                     | Mas'ud III. 24. (1307)                                                     | Mas'ud III. 24. (1307)                                                     | Mas'ud III. 24. (1307)                                                     | Mas'ud III. 24. (1307)                                                     | Mas'ud III. 24. (1307)                                                     |                          |                          |                                  |                                  |                                  |                                  |                                  |                                  |  |  |                                              |                                              |                                              |                                              |                                              |                                              |  |  |                               |                               |                               |                               |                               |                               |  |  |  |  |  |  |  |  |  |  |  |  |  |  |  |  |  |  |